# 小田切未来
小田切 未来（おだぎり みらい、1982年 - ）は、日本の経産官僚、政策起業家、研究者。学位はMaster of Public Administration（コロンビア大学・2020年）。一般社団法人Public Meets Innoavation 共同創業者・理事、経済産業大臣政務官秘書官、商務情報政策局総務課課長補佐、東京大学未来ビジョン研究センター特任研究員などを歴任した。

## 来歴
東京都生まれ。東京大学大学院公共政策学教育部修了後、経済産業省に入省し、複数課室に勤務。 2015年にNewsPicks社の政治・政策分野（7名）のプロピッカーに選出。
2018年に、イノベーション特化の政策立案をするミレニアル世代による一般社団法人Public Meets Innovationを石山アンジュ、高木新平らと設立し、共同創設者・理事。 2020年に米コロンビア大学国際公共政策大学院修了、修士（公共政策学・経済政策管理）取得後、東京大学未来ビジョン研究センター特任研究員に着任。また、株式会社Publink社の政策プロフェッショナルとして、15名の中からプロパブリンガルに選出。
現在（2024年9月時点）は、IPA（情報処理推進機構）デジタル基盤センター副センター長、AIセーフティ・インスティテュート事務局次長、東京大学未来ビジョン研究センター客員研究員。

## 著書
（編著）河島伸子、生稲史彦『クリエイティブ・ジャパン戦略』（白桃書房、2024年6月）

## 寄稿・論文
⼩⽥切未来(2021). 『我が国におけるアート×デジタルテクノロジー等に関するビジネス 展開から考える今後の⽂化政策の展望 ―国際会議 ICCPR2020 の特別セッション等 を踏まえた提⾔―』. 
小田切未来・河島伸子 (2022). 『⽂化経済政策の在り⽅に関する政策提⾔―令和時代のシン・クールジャパンの構築に向けてー』.

## TV・動画出演
- 未来ビジョン　元気出せ！ニッポン！ ｜ BS11（イレブン）|#171「クールジャパンが目指すもの」 - 2013年に出演[11]
- 「けいナビ」TVhテレビ北海道 TV HOKKAIDOー2017年に出演[12]